# Fritz Szczepecki
Fritz Szczepecki (* 4. November 1908; † 30. März 1987) war ein deutscher Politiker (SED). Er war von 1954 bis 1959 Staatssekretär im Ministerium für Verkehrswesen der DDR.

## Leben
Szczepecki wurde 1928 Mitglied der Kommunistischen Partei Deutschlands (KPD). 1946 wurde er mit der Zwangsvereinigung von SPD und KPD Mitglied der Sozialistischen Einheitspartei Deutschlands (SED) und arbeitete bei der Deutschen Reichsbahn (DR). Er amtierte von 1947 bis 1954 als Amtsvorstand des Reichsbahnamtes (Rba) Frankfurt (Oder).
Von November 1954 bis 1959 fungierte er als Staatssekretär und 1. Stellvertreter des Ministers im Ministerium für Verkehrswesen der DDR. Er wurde von Heino Weiprecht in dieser Funktion abgelöst und später vorzeitig berentet. Er lebte zuletzt als Arbeiterveteran in Berlin-Lichtenberg. Szczepecki starb im Alter von 78 Jahren und wurde auf dem Friedhof Berlin-Adlershof bestattet.

## Auszeichnungen
- 1957 Ehrentitel „Verdienter Eisenbahner der Deutschen Demokratischen Republik“
- 1968 Vaterländischer Verdienstorden in Bronze